# Niels Flemming Hansen
Niels Flemming Lærkeborg Hansen (16 de maio de 1974, em Vejle) é um político dinamarquês, membro do Folketing pelo Partido Popular Conservador. Ele foi eleito para o parlamento nas eleições legislativas dinamarquesas de 2019.

## Carreira política
Hansen foi eleito para o parlamento após a eleição de 2019, onde recebeu 3.780 votos.